# 太田賴常
太田賴常（日语：／ Ōta Yoritsune ?，1902年—1970年），日本奈良縣人，為物理學家。他於日本第六高等学校畢業，為京都帝國大學理學士。太田賴常的專長是重水以及分光學研究:96。
1930年，太田賴常成為臺北帝國大學物理學講座的助教授，並與講座教授荒勝文策等人一同建造考克饒夫－瓦耳頓型加速器，提供重水以供中子減速用，並在1934年7月25日晚間成功做出亞洲第一次，世界第二次人工撞擊原子核實驗。1941年3月，由於第二次世界大戰的發生，太田賴常轉任臺北高校教授物理，並被臺灣總督府工業部聘往新竹的天然瓦斯研究所，協助解決戰爭期間的能源問題。二戰結束後，太田賴常與戴運軌等人於臺大再度重建荒勝文策之加速器，並成功於1948年完成了中華民國暨戰後全亞洲首次人工撞擊原子核實驗。1949年，太田賴常被國民政府遣返日本，並擔任神戶大學物理系教授與理學部長等職務，甚至在1957年成為神戶大學附屬明石中學的第3任校長。1970年，太田賴常逝世，享壽68歲。

## 生平

### 早年
太田賴常於1902年生於日本奈良縣，爾後進入第六高等学校就讀，並在京都帝國大學得到理學士學位:96:155。1926年，太田賴常得到了高等學校高等科物理科教員證照，並在這之後前往臺灣。

### 日治臺灣時期

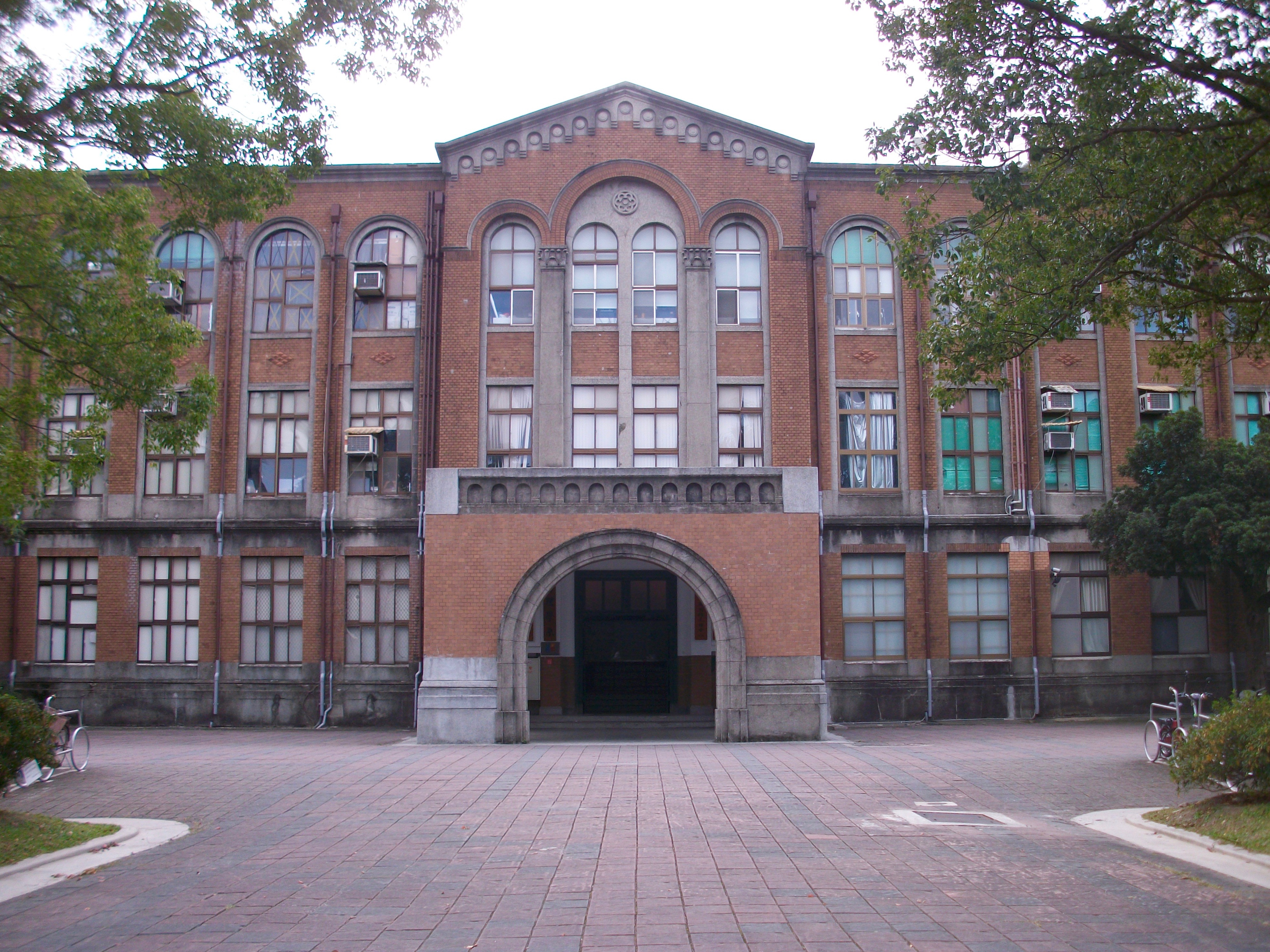
建成於1931年5月3日的臺北帝國大學理化學教室校舍，即臺大二號館，物理學講座即設於其中。現內有臺大物理文物廳，即為當年荒勝文策等人建造加速器處。

1929年，到了臺灣的太田賴常被臺北帝大聘任為助手，並曾短暫於臺北高校擔任一學期的講師。到了1930年，太田賴常成為臺北帝國大學物理學講座的助教授:96。在這段時期，太田賴常受到荒勝文策教授的督導，在文獻中學習重水的提煉:105。
1934年7月25日晚間:578，荒勝文策在太田賴常、木村毅一與植村吉明等人的協助下，在台北帝大二號館101室建造考克饶夫-瓦尔顿加速器，成功完成人工撞擊原子核實驗。此為亞洲第一次，世界第二次成功實驗:21。當時日本的物理學界為此實驗之成功感到震驚:106。太田賴常在該次實驗所扮演的角色主要是提供重水作為核分裂之減速劑:105。
後來，荒勝文策與木村毅一、植村吉明二人一同轉任京都帝國大學，並將加速器之主設備攜回日本內地，但留下了相關的次要設備，成為臺大日後重建該加速器的重要基礎:121。然而，太田賴常則留在臺灣，物理學講座由專長於宇宙射線物理的河田末吉接手:119。為了在荒勝文策離任後能夠持續進行核物理實驗，太田賴常收藏了實驗用抽真空的油與其他相關資料及材料，並自費聘任伊藤貢:121,165。然而，由於太田賴常僅具理學士學位而缺乏博士學位，無法接任荒勝文策的講座教授職位，僅能繼續擔任助教授一職:121。為此，太田賴常多次建議河田末吉重建原子核實驗用加速器，但他的提議並未被採納:122。在這段時期，太田賴常多次被河田末吉派往臺灣各地高山出差，利用氣球等器具收集大氣中的中子數據，協助宇宙射線研究之進行:123。
由於第二次世界大戰的發生，太田賴常於1941年3月轉任臺北高校教授物理，成為該校之物理教授。繼而與助手伊藤貢一同被臺灣總督府工業部，位於新竹的天然瓦斯研究所聘任，協助解決戰爭期間的能源問題。接任助教授的內藤實也在被授予勳八等白色桐葉章後遭軍方強制徵兵，臺北帝國大學物理學講座於是僅存河田末吉一人獨力研究:127。其於臺北帝大之助教授職位則由內藤實接任:97。

### 臺灣戰後時期

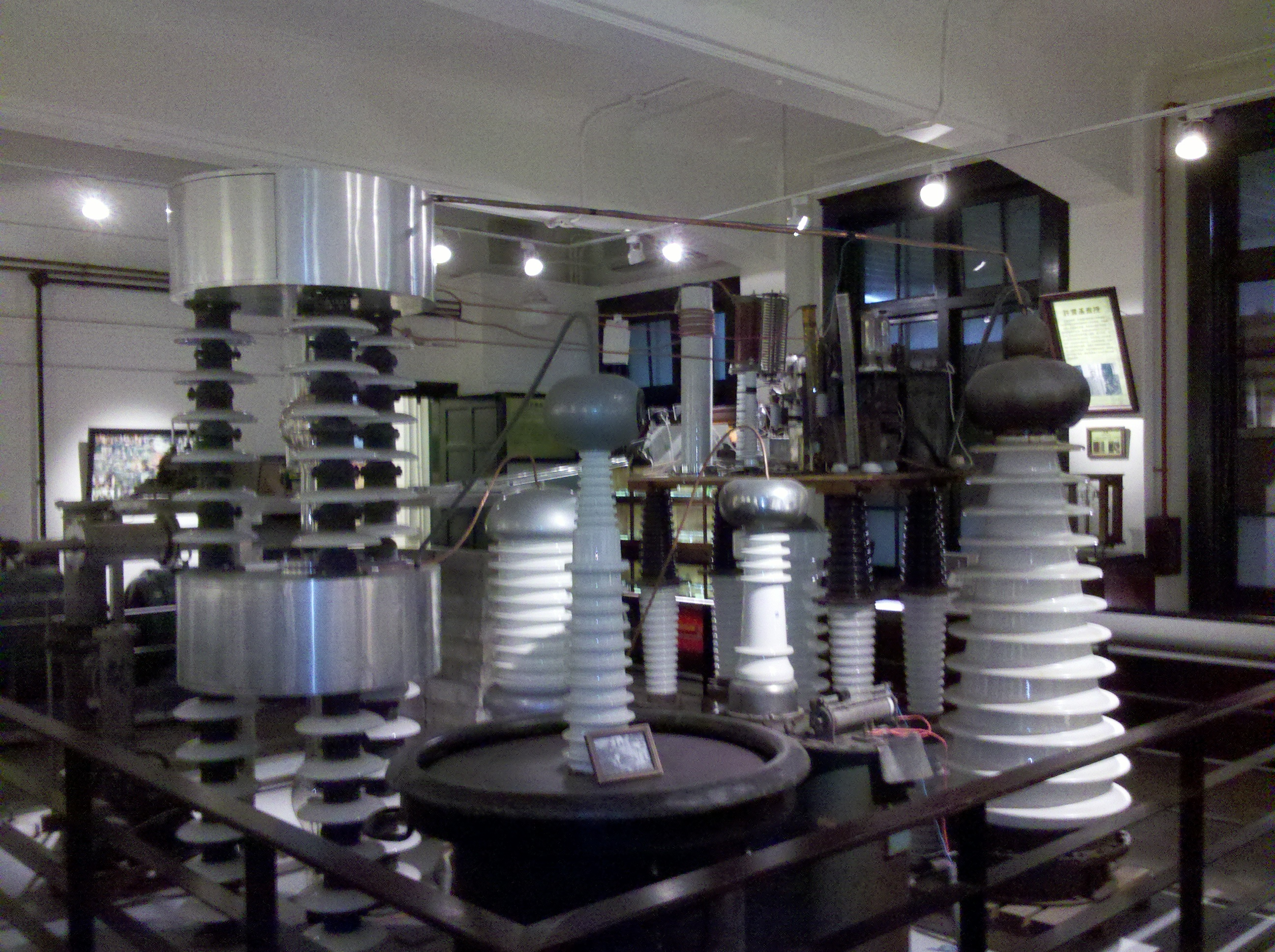
目前展示於臺大物理文物廳的考克饒夫－瓦耳頓型直線粒子加速器。

二戰結束後，太田賴常被臺大物理系首任系主任戴運軌從新竹天然氣研究所延攬留任續聘，並籌集儀器與經費:161，協同河田末吉與許雲基、許玉釧、周木村、林松雲等人重組荒勝文策等人當年所製作的加速器:21。當時許雲基向太田賴常報到後，太田賴常便安排許雲基住到氣象館後面的紅磚屋，先從抽真空學起:157。爾後，重組加速器之計畫在1946年10月開始進行:8，並於1948年5月13日下午8時35分完成了中華民國暨戰後全亞洲首次人工撞擊原子核實驗:161,162:4。為了保持进度，太田賴常在那段期間時常與許雲基睡在实验室内過夜，醒过来後便继续工作。該加速器目前被國立臺灣大學校方展示於臺大物理文物廳，即原物理學講座原子核實驗室。然而據記載，戴運軌在日後的回憶錄雖多次談及該次實驗，卻從未提及該實驗乃建立在荒勝文策遺留的基礎上進行的，並淡化了太田賴常的貢獻:161,164。此外，在這段時期，太田賴常專研於光譜研究以及繼續其在新竹期間進行的油脂類電重合研究:154。
1947年以後，由於二二八事件的發生，導致包含河田末吉等多位日籍教授被國民政府遣返回日本內地。這使得太田賴常成為當時全臺大理學院僅存的2位日籍學者之一，空出的職缺則由中國大陸籍學者替補之:155。此後，臺大物理系除了太田賴常與德籍學者克洛爾以外，皆為中籍與臺籍學者:160。1949年，太田賴常在規定的遣散費之外，加發一個月月薪後遣返日本，費用比其他日籍學者還要少:164。此後，太田賴常之實驗室交由許雲基主持，而全臺大之日籍學者僅剩農學院的松本巍與高坂知武二人:164。

### 晚年
1949年6月，太田賴常返回日本國內:96，並在之後擔任神戶大學物理系教授與理學部長等職務:164:578。1957年9月1日，太田賴常接任田英一郎而成為神戶大學附屬明石中學的第3任校長，並持續擔任此職直至高橋省己在1960年9月1日接任第4任校長為止。在此期间，太田賴常也曾在小学館專為學齡前幼兒發行的《幼稚園》雜誌中撰寫數篇幼兒讀物。1970年，太田賴常逝世，享壽68歲:155。

## 著作
- 《氫原子連續光譜與其位於巴耳末系之譜線》，1932年[21]。
- 《論密縮放電導致的氫氣輻射》，1932年[22]。
- 《論無極環狀放電導致的氫氣輻射》，1932年[23]。
- 《利用水的電解以濃縮氘的研究，第1部分》，1934年[24]。
- 《利用水的電解以濃縮氘的研究，第2部分：重水的製作與其裝置》，1935年[25]。
- 《論OD分子之放射帶狀光譜》，1935年[26]。
- 《開朗的好孩子》，1959年[16]。
- 《文字遊戲》，1959年[17]。
- 《七夕》，1959年[18]。
- 《我們到了》，1959年[19]。
- 《壁爐》，1960年[20]。
- 《晶體生長和溶解在強電介質溶液的實驗研究》，1967年[27]。
- 《PVA膜中多重吸收分散染料的研究》，1968年[28]。
- 《纖維光學鑑別法之検討與化學處理後染色纖維的光學研究》，1969年[29]。
- 《論染料結晶和染色纖維的各向異性光吸收》，1970年[30]。
- 《論織物的介電性與其摩擦帶電關連》，1971年[31][註 5]。

## 外部連結
- 臺灣大學原子核物理數位典藏資料庫 （页面存档备份，存于）（繁體中文）
- 臺灣大學物理文物廳 （页面存档备份，存于）（繁體中文）
- 國立臺灣大學物理學系 （页面存档备份，存于）（繁體中文）
- 神戶大學理學部 （页面存档备份，存于）（日語）

| 教育職務             | 教育職務                                  | 教育職務        |
| -------------------- | ----------------------------------------- | --------------- |
| 神戶大學附屬明石中學 |                                           |                 |
| 前任： 黑田英一郎    | 校長（第3任） 1957年9月1日 ~ 1960年9月1日 | 繼任： 高橋省己 |